# Campeonato Mundial de Rugby Juvenil 2010
El Campeonato Mundial de Rugby Juvenil de Argentina 2010 fue la tercera edición de la Copa Mundial, principal torneo de selecciones juveniles masculinas de rugby que organiza la World Rugby (WR), en ese entonces llamada International Rugby Board.
El torneo para jugadores de hasta 20 años se celebró por primera vez en América y adoptó un nuevo formato con solo 12 participantes, 4 menos que en las anteriores ediciones. El campeón fue Nueva Zelanda que venció en la final a Inglaterra por 44 - 28 alcanzando su tercer título consecutivo.
El evento se celebró en el litoral argentino organizándose en tres sedes. Las ciudades vecinas de Paraná y Santa Fe alojaron los partidos por los grupos A y C; los del grupo B se jugaron en Rosario.

## Equipos participantes
| - Fiyi - Gales - Nueva Zelanda - Samoa | - Argentina - Francia - Inglaterra - Irlanda | - Australia - Escocia - Sudáfrica - Tonga |

## Grupo A

### Posiciones
| Pos. | Equipo        | Encuentros | Encuentros | Encuentros | Encuentros | Tantos  | Tantos    | Tantos     | Puntos Bonus | Puntos Totales |
| Pos. | Equipo        | jugados    | ganados    | empatados  | perdidos   | a favor | en contra | diferencia | Puntos Bonus | Puntos Totales |
| ---- | ------------- | ---------- | ---------- | ---------- | ---------- | ------- | --------- | ---------- | ------------ | -------------- |
| 1    | Nueva Zelanda | 3          | 3          | 0          | 0          | 164     | 28        | + 136      | 3            | 15             |
| 2    | Gales         | 3          | 2          | 0          | 1          | 63      | 59        | + 4        | 0            | 8              |
| 3    | Fiyi          | 3          | 1          | 0          | 2          | 29      | 87        | - 58       | 0            | 4              |
| 4    | Samoa         | 3          | 0          | 0          | 3          | 32      | 114       | - 82       | 1            | 1              |

Nota: Se otorgan 4 puntos al equipo que gane un partido y 2 al que empate
Puntos Bonus: 1 punto por convertir 4 tries o más en un partido y 1 al equipo que pierda por no más de 7 tantos de diferencia
|  | Clasificación del 1.º al 4.º puesto |

|  | Clasificación del 5.º al 8.º puesto |

|  | Clasificación del 9.º al 12.º puesto |

### Resultados

#### Primera fecha
| 5 de junio | Nueva Zelanda | 44 - 11 | Fiyi | Estadio Brigadier López, Santa Fe |  |
|            |               | Reporte |      |                                   |  |

| 5 de junio | Gales | 22 - 13 | Samoa | Club Atlético Estudiantes, Paraná |  |
|            |       | Reporte |       |                                   |  |

#### Segunda fecha
| 9 de junio | Gales | 31 - 3  | Fiyi | Club Atlético Estudiantes, Paraná |  |
|            |       | Reporte |      |                                   |  |

| 9 de junio | Nueva Zelanda | 77 - 7  | Samoa | Estadio Brigadier López, Santa Fe |  |
|            |               | Reporte |       |                                   |  |

#### Tercera fecha
| 13 de junio | Nueva Zelanda | 43 - 10 | Gales | Estadio Brigadier López, Santa Fe |  |
|             |               | Reporte |       |                                   |  |

| 13 de junio | Samoa | 12 - 15 | Fiyi | Club Atlético Estudiantes, Paraná |  |
|             |       | Reporte |      |                                   |  |

## Grupo B

### Posiciones
| Pos. | Equipo     | Encuentros | Encuentros | Encuentros | Encuentros | Tantos  | Tantos    | Tantos     | Puntos Bonus | Puntos Totales |
| Pos. | Equipo     | jugados    | ganados    | empatados  | perdidos   | a favor | en contra | diferencia | Puntos Bonus | Puntos Totales |
| ---- | ---------- | ---------- | ---------- | ---------- | ---------- | ------- | --------- | ---------- | ------------ | -------------- |
| 1    | Inglaterra | 3          | 3          | 0          | 0          | 101     | 52        | + 49       | 1            | 13             |
| 2    | Francia    | 3          | 2          | 0          | 1          | 65      | 62        | + 3        | 1            | 9              |
| 3    | Argentina  | 3          | 1          | 0          | 2          | 69      | 100       | - 31       | 0            | 4              |
| 4    | Irlanda    | 3          | 0          | 0          | 3          | 64      | 85        | - 21       | 2            | 2              |

Nota: Se otorgan 4 puntos al equipo que gane un partido y 2 al que empate
Puntos Bonus: 1 punto por convertir 4 tries o más en un partido y 1 al equipo que pierda por no más de 7 tantos de diferencia
|  | Clasificación del 1.º al 4.º puesto |

|  | Clasificación del 5.º al 8.º puesto |

|  | Clasificación del 9.º al 12.º puesto |

### Resultados

#### Primera fecha
| 5 de junio | Francia | 25 - 22 | Irlanda | Estadio Marcelo Bielsa, Rosario |  |
|            |         | Reporte |         |                                 |  |

| 5 de junio | Argentina | 22 - 48 | Inglaterra | Estadio Marcelo Bielsa, Rosario |  |
|            |           | Reporte |            |                                 |  |

#### Segunda fecha
| 9 de junio | Inglaterra | 36 - 21 | Irlanda | Estadio Marcelo Bielsa, Rosario |  |
|            |            | Reporte |         |                                 |  |

| 9 de junio | Argentina | 23 - 31 | Francia | Estadio Marcelo Bielsa, Rosario |  |
|            |           | Reporte |         |                                 |  |

#### Tercera fecha
| 13 de junio | Inglaterra | 17 - 9  | Francia | Estadio Marcelo Bielsa, Rosario |  |
|             |            | Reporte |         |                                 |  |

| 13 de junio | Argentina | 24 - 21 | Irlanda | Estadio Marcelo Bielsa, Rosario |  |
|             |           | Reporte |         |                                 |  |

## Grupo C

### Posiciones
| Pos. | Equipo    | Encuentros | Encuentros | Encuentros | Encuentros | Tantos  | Tantos    | Tantos     | Puntos Bonus | Puntos Totales |
| Pos. | Equipo    | jugados    | ganados    | empatados  | perdidos   | a favor | en contra | diferencia | Puntos Bonus | Puntos Totales |
| ---- | --------- | ---------- | ---------- | ---------- | ---------- | ------- | --------- | ---------- | ------------ | -------------- |
| 1    | Australia | 3          | 3          | 0          | 0          | 167     | 53        | + 114      | 3            | 15             |
| 2    | Sudáfrica | 3          | 2          | 0          | 1          | 148     | 56        | + 92       | 4            | 12             |
| 3    | Escocia   | 3          | 1          | 0          | 2          | 40      | 134       | - 94       | 0            | 4              |
| 4    | Tonga     | 3          | 0          | 0          | 3          | 22      | 134       | - 112      | 0            | 0              |

Nota: Se otorgan 4 puntos al equipo que gane un partido y 2 al que empate
Puntos Bonus: 1 punto por convertir 4 tries o más en un partido y 1 al equipo que pierda por no más de 7 tantos de diferencia
|  | Clasificación del 1.º al 4.º puesto |

|  | Clasificación del 5.º al 8.º puesto |

|  | Clasificación del 9.º al 12.º puesto |

### Resultados

#### Primera fecha
| 5 de junio | Sudáfrica | 40 - 14 | Tonga | Club Atlético Estudiantes, Paraná |  |
|            |           | Reporte |       |                                   |  |

| 5 de junio | Australia | 58 - 13 | Escocia | Estadio Brigadier López, Santa Fe |  |
|            |           | Reporte |         |                                   |  |

#### Segunda fecha
| 9 de junio | Australia | 67 - 5  | Tonga | Club Atlético Estudiantes, Paraná |  |
|            |           | Reporte |       |                                   |  |

| 9 de junio | Sudáfrica | 73 - 0  | Escocia | Estadio Brigadier López, Santa Fe |  |
|            |           | Reporte |         |                                   |  |

#### Tercera fecha
| 13 de junio | Escocia | 27 - 3  | Tonga | Club Atlético Estudiantes, Paraná |  |
|             |         | Reporte |       |                                   |  |

| 13 de junio | Sudáfrica | 35 - 42 | Australia | Estadio Brigadier López, Santa Fe |  |
|             |           | Reporte |           |                                   |  |

## Ronda final

### Clasificación del 9.º al 12.º puesto
|  | Semifinales | Semifinales |    |                 | Final          | Final    |  |
|  | de junio    | de junio    |    |                 | de junio       | de junio |  |
|  |             |             |    |                 |                |          |  |
|  |             |             |    |                 |                |          |  |
|  | Irlanda     | 37          |    |                 |                |          |  |
|  | Samoa       | 10          |    |                 |                |          |  |
|  |             |             |    |                 |                |          |  |
|  |             |             |    |                 | por 9.º puesto |          |  |
|  |             |             |    |                 | Irlanda        | 53       |  |
|  |             | Escocia     | 23 |                 |                |          |  |
|  |             |             |    |                 |                |          |  |
|  |             |             |    |                 |                |          |  |
|  |             |             |    |                 | Tercer lugar   |          |  |
|  |             |             |    | por 11.º puesto |                |          |  |
|  | Escocia     | 28          |    | Samoa           | 3              |          |  |
|  | Tonga       | 8           |    |                 | Tonga          | 23       |  |

### Clasificación del 5.º al 8.º puesto
|  | Semifinales | Semifinales |    |                | Final          | Final    |  |
|  | de junio    | de junio    |    |                | de junio       | de junio |  |
|  |             |             |    |                |                |          |  |
|  |             |             |    |                |                |          |  |
|  | Gales       | 19 (8)      |    |                |                |          |  |
|  | Argentina   | 19 (9)      |    |                |                |          |  |
|  |             |             |    |                |                |          |  |
|  |             |             |    |                | por 5.º puesto |          |  |
|  |             |             |    |                | Argentina      | 23       |  |
|  |             | Francia     | 37 |                |                |          |  |
|  |             |             |    |                |                |          |  |
|  |             |             |    |                |                |          |  |
|  |             |             |    |                | Tercer lugar   |          |  |
|  |             |             |    | por 7.º puesto |                |          |  |
|  | Francia     | 44          |    | Gales          | 39             |          |  |
|  | Fiyi        | 9           |    |                | Fiyi           | 15       |  |

### Clasificación del 1.º al 4.º puesto
|  | Semifinales   | Semifinales   |    |                | Final          | Final    |  |
|  | de junio      | de junio      |    |                | de junio       | de junio |  |
|  |               |               |    |                |                |          |  |
|  |               |               |    |                |                |          |  |
|  | Australia     | 28            |    |                |                |          |  |
|  | Inglaterra    | 16            |    |                |                |          |  |
|  |               |               |    |                |                |          |  |
|  |               |               |    |                | por 1.º puesto |          |  |
|  |               |               |    |                | Australia      | 17       |  |
|  |               | Nueva Zelanda | 62 |                |                |          |  |
|  |               |               |    |                |                |          |  |
|  |               |               |    |                |                |          |  |
|  |               |               |    |                | Tercer lugar   |          |  |
|  |               |               |    | por 3.º puesto |                |          |  |
|  | Nueva Zelanda | 36            |    | Inglaterra     | 22             |          |  |
|  | Sudáfrica     | 7             |    |                | Sudáfrica      | 27       |  |

| Bandera de Nueva Zelanda |
| Campeón Nueva Zelanda    |
| Tercer título            |

## Posiciones finales
| Posición | Selección     |
| -------- | ------------- |
| 1        | Nueva Zelanda |
| 2        | Australia     |
| 3        | Sudáfrica     |
| 4        | Inglaterra    |
| 5        | Francia       |
| 6        | Argentina     |
| 7        | Gales         |
| 8        | Fiyi          |
| 9        | Irlanda       |
| 10       | Escocia       |
| 11       | Tonga         |
| 12       | Samoa         |